# Novoročenka

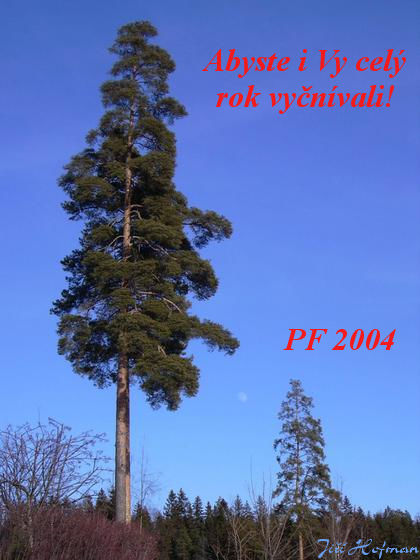
Novoročenka vytvořená vložením textu do fotografie

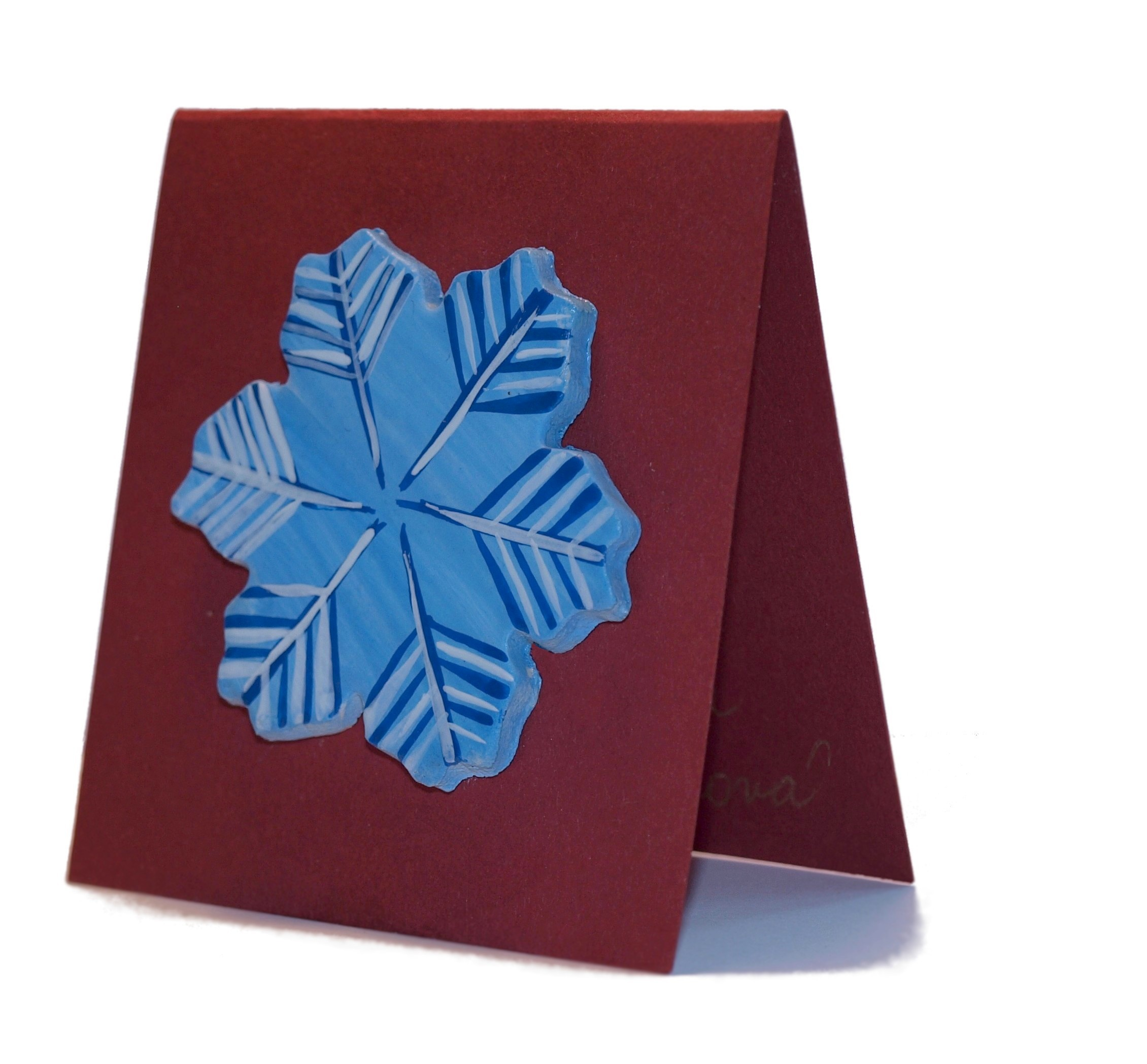
Keramická sněhová vločka s přáním použitá jako novoročenka

Novoročenka (PF, slangově péefko – zkratka francouzského pour féliciter – „pro poblahopřání“) je obvykle papírová kartička nebo e-mailová zpráva s přáním do nového roku. Novoročenka je nenáboženskou alternativou vánočního papírového přání „Šťastné a veselé Vánoce“. Zvyk rozesílat koncem roku novoročenky se ujal například v České republice, zatímco ve většině zemí světa zůstává doposud populární tradiční vánoční přání.
Vedle nejběžnějších papírových novoročenek se vzácně setkáváme i s novoročenkami keramickými, dřevěnými apod. S rozvojem internetové komunikace jsou čím dál častěji rozesílány i novoročenky v elektronické podobě.

## Původ novoročenek
Papírová novoročenka s přáním do dalšího roku se v Česku stala populární v průběhu 19. století. Vzhledem k tomu, že její podstatou je náhrada za přání „šťastných a veselých Vánoc“, lze předpokládat, že k jejímu rozmachu přispěla sílící sekularizace. Dalším argumentem pro tento předpoklad je skutečnost, že popularitě se nejprve začala těšit ve městech, nikoli na vesnicích s konzervativnějším náboženským obyvatelstvem. Další příčinu rozmachu novoročenek lze spatřovat v narůstajícím společenském, ale i celkově hektickém životním stylu obyvatel města. – Už v polovině 19. století byl totiž rozmáhající se zvyk novoročenek kritizován, jako nouzová omluvenka, rozesílaná přátelům místo jejich osobní návštěvy.
Významným popularizátorem novoročenek byl v první polovině 19. století hrabě Karel Chotek z Chotkova a Vojnína (1783–1868). S jeho jménem je údajně spojeno též pronikání zkratky PF, z francouzského „pour féliciter“, do českého prostředí. Francouzština patřila na počátku 19. století k povinné výbavě nejvyšších společenských vrstev, francouzská inspirace není proto překvapující. Ačkoli docházelo k pokusům používat místo francouzského PF zkratku německou nebo českou, zkratka PF v českém prostředí zdomácněla. Text PF či rozepsané POUR FÉLICITER je dnes běžnou součástí většiny současných českých novoročenek. Přitom ve Francii ani v ostatních zemích se toto slovní spojení pro novoroční přání v současnosti nepoužívá, nelze tedy její použití doporučit pro přání zasílané cizojazyčným příjemcům.
Někdy je jako nejstarší česká známá novoročenka zmiňována kovová mince s německy psaným nápisem ZVM NEVEN IAHR, vyražena v pražské mincovně s datací 1606. Svým charakterem a především svou hodnotou se však moderním novoročenkám téměř v ničem nepodobá.

## Obsah sdělení novoročenky
Významnými propagátory a tvůrci novodobých novoročenek byli a jsou výtvarní umělci. Je pravděpodobně jejich zásluhou, že mnohé novoročenky nejsou pouze slovním sdělením, ale též uměleckým dílem, které má potěšit a často též pobavit. Umělecké novoročenky, zhotovené originální grafickou technikou a vesměs rozesílané umělci mohou být vyhledávaným sběratelským artiklem.
Všeobecné rozšíření novoročenek je už řadu desetiletí neodmyslitelně spojeno se sériovou výrobou tištěných papírových přání. S rozvojem Internetu se staly populární také elektronicky rozesílané novoročenky.
Některé novoročenky si dodnes uchovávají charakter důvěrného osobního sdělení. S rozmachem komerčního prostředí však po roce 1990 mají čím dál větší prostor novoročenky v obchodním reklamním sdělení.